# Енергоинвест
Енергоинвест д.д. Сарајево је мултидисциплинарна инжењерска и енергетска компанија са сједиштем у Сарајеву, Босни и Херцеговини.

## Историја
У Сарајеву је 1951. године основана канцеларија за пројектовање хидро и термоенергетских објеката широм Југославије под називом "Електропројекат", а за првог човјека именован је Емерик Блум. Три године касније, Блум је отворио Лабораторију за заваривање и десектоскопију, а затим и школу заваривања. Од 1958. године Енергоинвест је постао извозно орјентисана компанија која је сарађивала са више од 20 земаља. Највећи посао добили су 1970. године када је закључен уговор са шведском компанијом за испитивање горивног елемента за нуклеарна постројења. 
Врхунац у свом пословању доживјели су 1987. године, када су са 42.000 запослених и прометом од милијарду америчких долара постали највећи југословенски извозник.
1. ↑  „ENERGOINVEST”. energoinvest.ba. Архивирано из оригинала 06. 02. 2023. г. Приступљено 2023-12-18.